# Johann Gottfried von Guttenberg

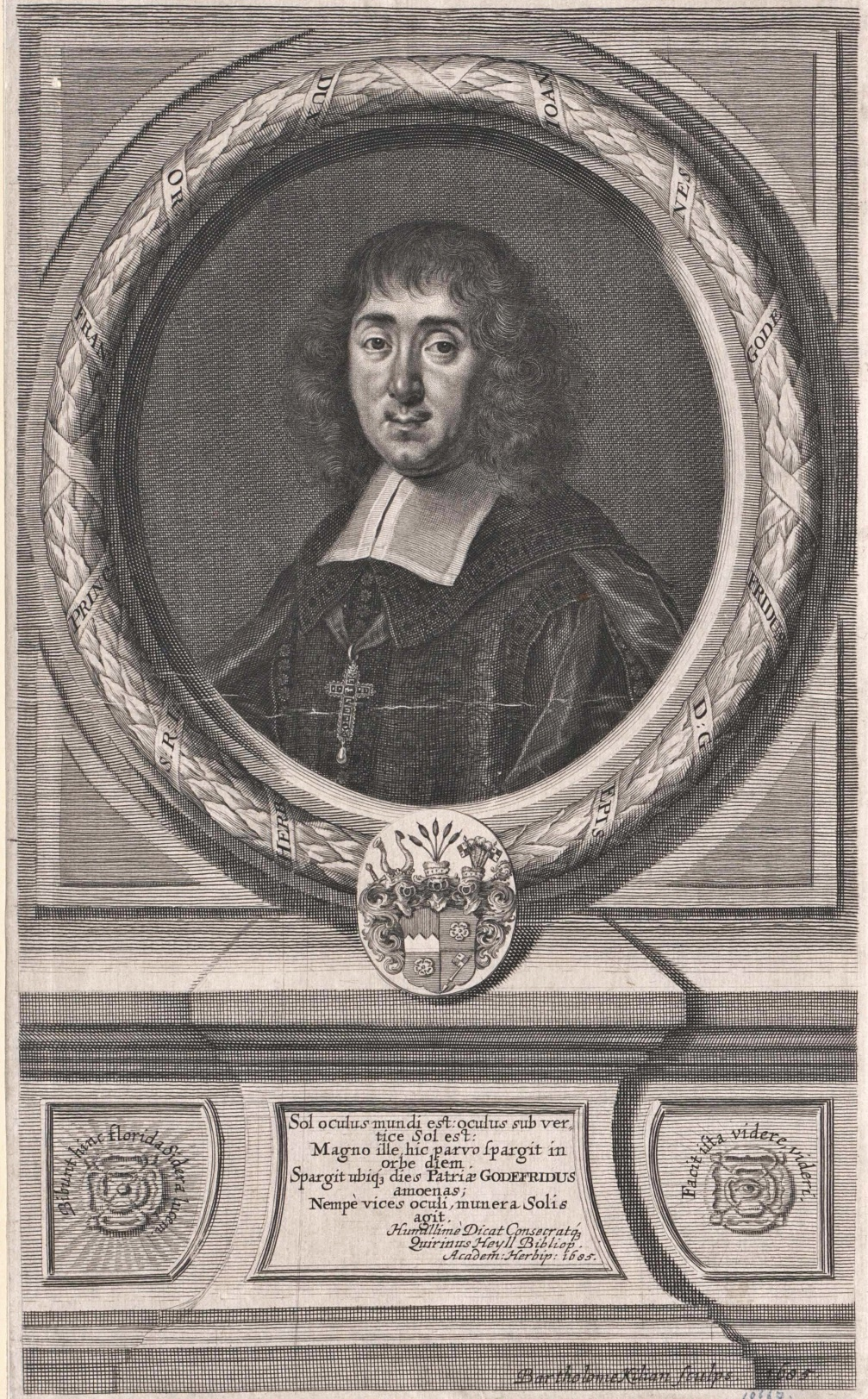
Fürstbischof Johann Gottfried II. von Guttenberg

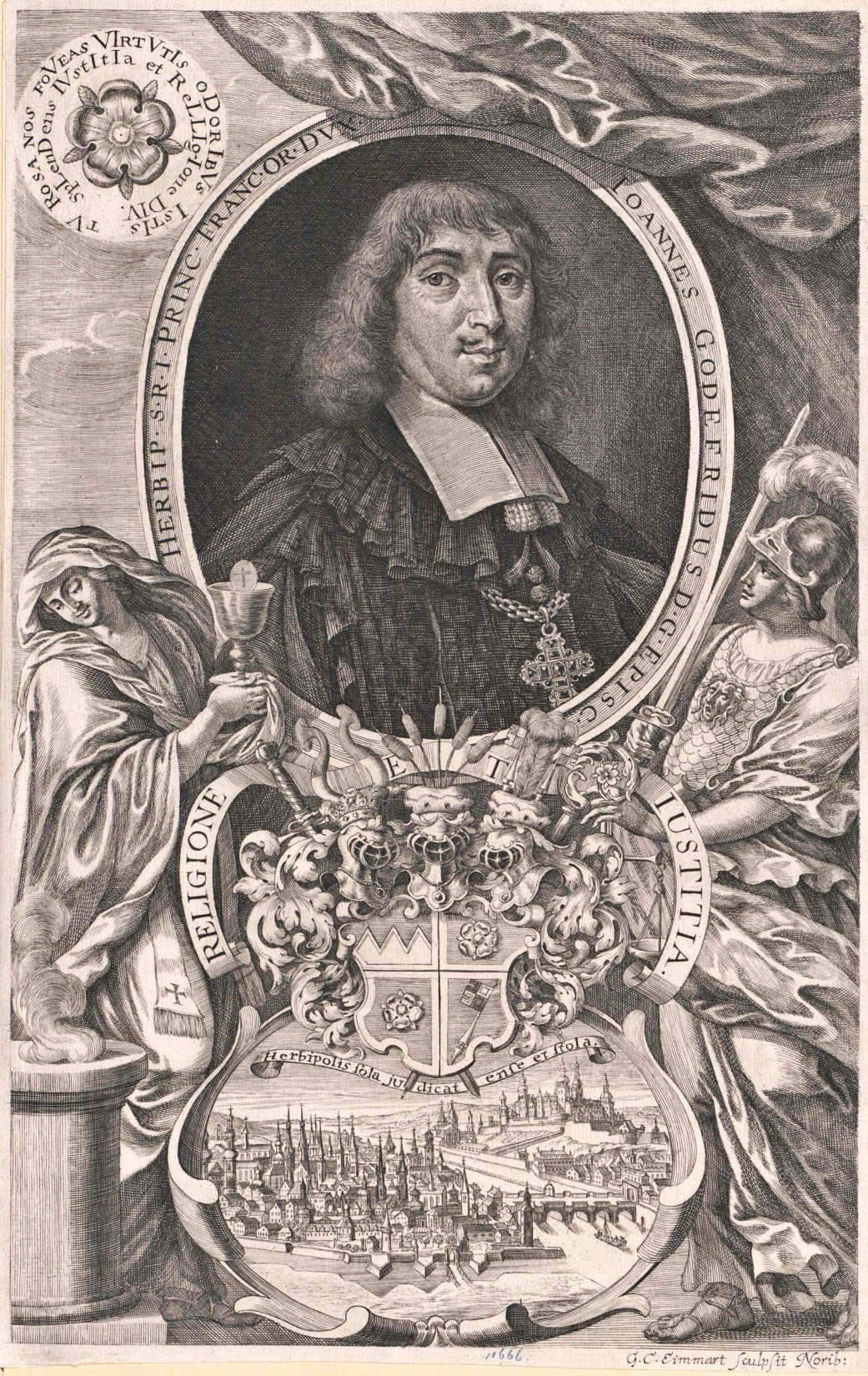
Fürstbischof Johann Gottfried II. von Guttenberg

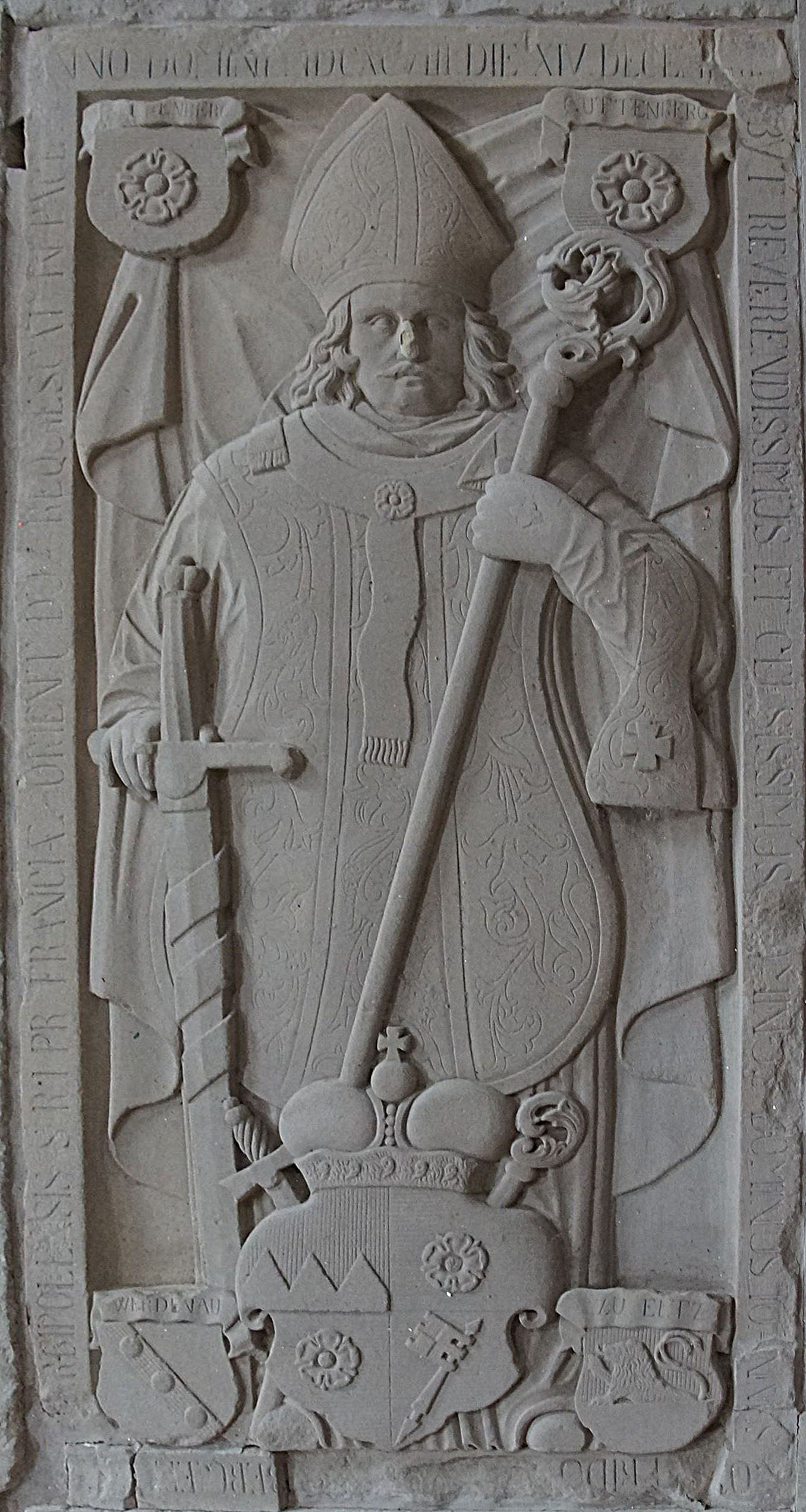
Grabplatte des Fürstbischofs Johann Gottfried II. von Guttenberg, Marienkirche auf der Festung Marienberg

Johann Gottfried Freiherr von Guttenberg (* 6. November 1645 auf Schloss Marloffstein; † 14. Dezember 1698 in Würzburg) war ein deutscher Politiker und Kirchenfunktionär. Von 1684 bis zu seinem Tod 1698 war er als Johann Gottfried II. Fürstbischof des Hochstiftes Würzburg und damit auch Herzog in Franken.

## Johann Gottfried von Guttenberg im Familienkontext
Die Familie von Guttenberg ist ein reich begütertes fränkisches Adelsgeschlecht (siehe auch Liste fränkischer Rittergeschlechter). Namensgebender Stammsitz ist Guttenberg, heute eine Gemeinde im Landkreis Kulmbach in Oberfranken. Die Guttenberger stellten zwischen 1454 und 1847 allein 26 Domherren in Würzburg (siehe auch Liste der Würzburger Domherren).

## Biografische Daten
Johann Gottfried von Guttenberg wurde am 16. Oktober 1684 als Johann Gottfried II. zum Fürstbischof von Würzburg gewählt. Es kam jedoch zur Annullierung der Wahl. Schließlich von Papst Innozenz XI. am 12. August 1686 providiert. Zu dieser Zeit regierte Leopold I. als Kaiser.
Große Kosten verursachten dem Fürstbischof die seit 1683 im Krieg gegen die Türken befindlichen Würzburger Truppenteile.
Im Pfälzischen Krieg (1688–1697) scherte der Bischof aus dem Militärverbund des Fränkischen Reichskreises aus und ging ein Bündnis mit dem Kaiser ein, dem er auch Truppen unterstellte.
Johann Gottfried II. hatte wie seine Vorgänger den Regierungssitz in der Würzburger Festung Marienberg, fasste aber den Beschluss, eine neue Hofhaltung in der Stadt erbauen zu lassen. Umgesetzt wurde dieses Vorhaben jedoch erst ab 1700 von seinem Nachfolger Johann Philipp II. von Greiffenclau mit dem sogenannten Rennwegschlösslein, dem Vorgängerbau für die dann von 1720 bis 1744 errichtete Würzburger Residenz.
Im Jahr 1688 gründete er die Bruderschaft „Maria Hilf“ in Würzburg. 1689 begann Johann Gottfried II. mit dem Neubau des Wasserschlosses Kirchlauter. Er war um 1691 auch Besitzer des Wasserschlosses Kleinbardorf. Ab 1696 beauftragte er den Anatomie- und Botanikprofessor Johann Barthel Adam Beringer den Botanischen Garten des Juliusspitals mit Pflanzen aus „Hollant“ zu erweitern. Von 1683 bis 1697 ließ er als Bauherr das jetzige Augustinerkloster Fährbrück errichten. Den Augustinern hatte er bereits 1680 die Leitung des Gymnasiums von Münnerstadt übertragen. 1686 trat er mit Baumaßnahmen am Kloster Frauenroth in Erscheinung. Von 1686 bis 1693 ließ er das Ursulinenkloster Kitzingen nach Plänen von Antonio Petrini errichten. Er stiftete 1691 für die Kirche St. Vitus in Veitshöchheim einen Altar. In der Zeit von 1692 bis 1701 war er Bauherr der Wallfahrtskirche Mariabuchen bei Lohr am Main.
1691 schützte der Bischof jüdische Familien von Bibergau und Schernau, die des Ritualmordes an einem Kind beschuldigt wurden, vor Übergriffen der aufgebrachten christlichen Bevölkerung.
Johann Gottfried II. von Guttenberg starb am 14. Dezember 1698 in Würzburg und wurde ebenda in der Marienkirche auf der Festung Marienberg beigesetzt.
Es existiert ein vom Kupferstecher Johann Salver zu Lebzeiten angefertigtes Porträt des Bischofs.

## Wappen

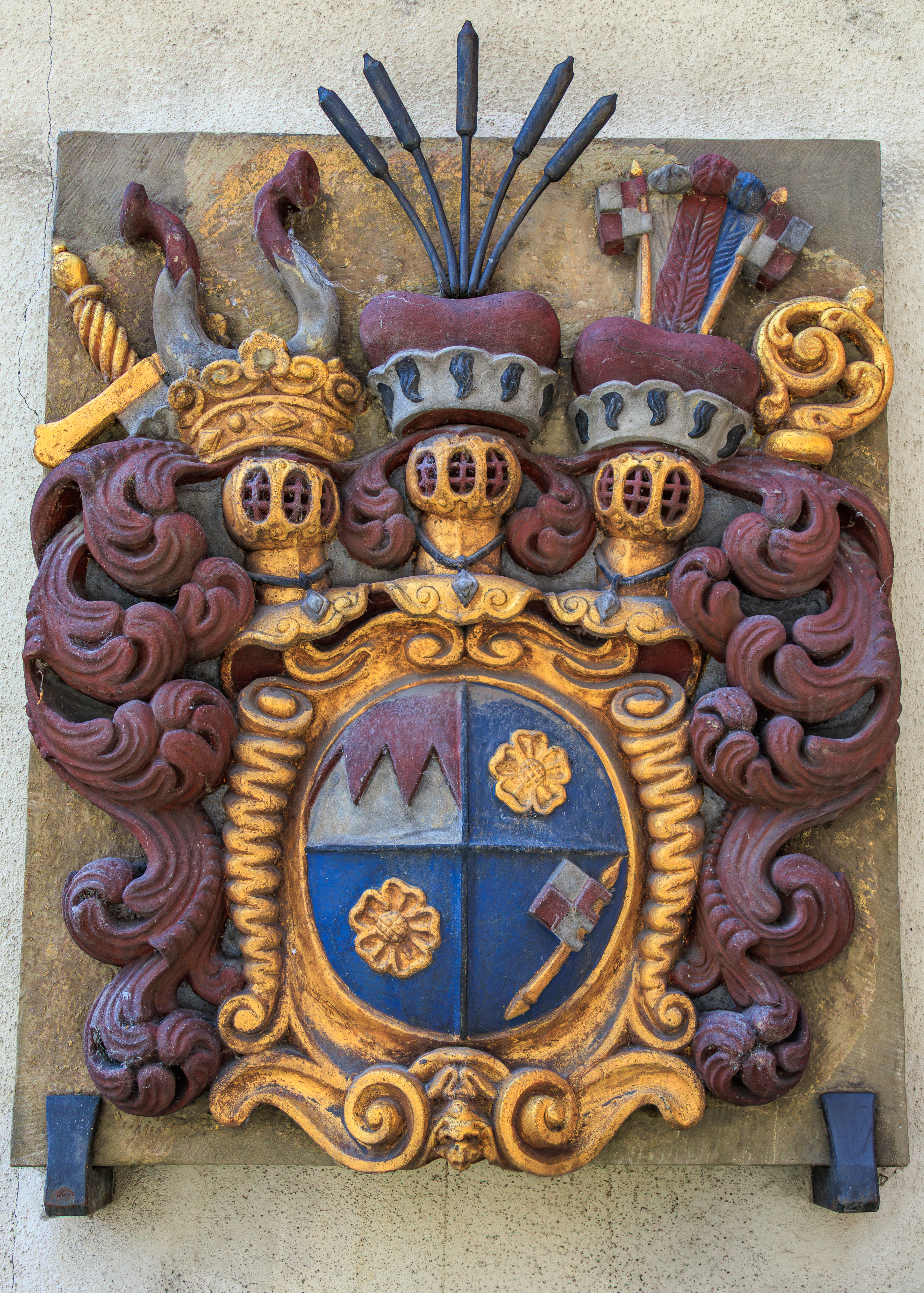
Wappen des Fürstbischofs am Grafeneckart in Würzburg.

Das Wappen des Fürstbischofs ist geviert. Die Felder zwei und drei greifen das Familienwappen derer von Guttenberg auf. Die Guttenberger tragen als Wappen eine goldene Rose auf blauem Grund. Die Helmzier zeigt einen mit fünf Mooskolben bestückten Turnierhut. Das erste Feld enthält den Fränkischen Rechen für das Herzogtum Franken und das vierte Feld ein Rennfähnlein in Rot und Silber für das Bistum Würzburg.

## Galerie

Wappen der Familie von Guttenberg
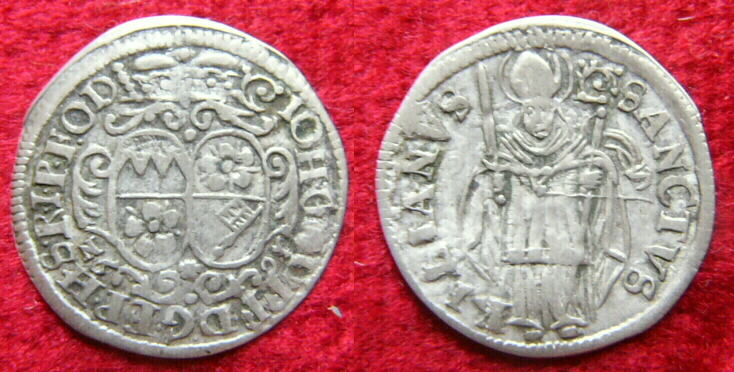
Schilling von 1692 mit dem gemehrten Wappen von Johann Gottfried II.
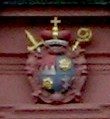
Wappen des Johann Gottfried II. von Guttenberg am Portal der Pfarrkirche St. Vitus (Veitshöchheim)
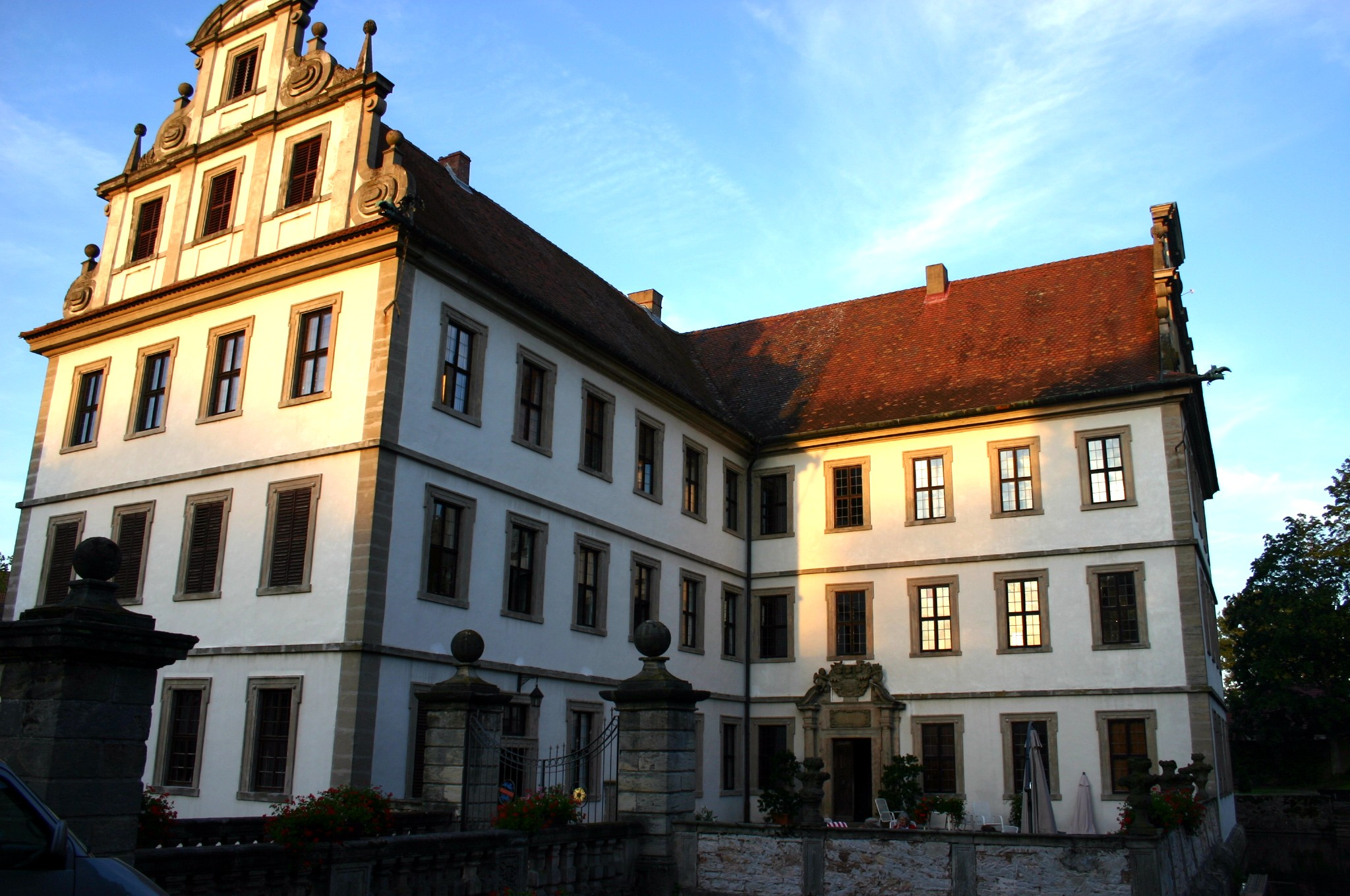
Wasserschloss Kirchlauter
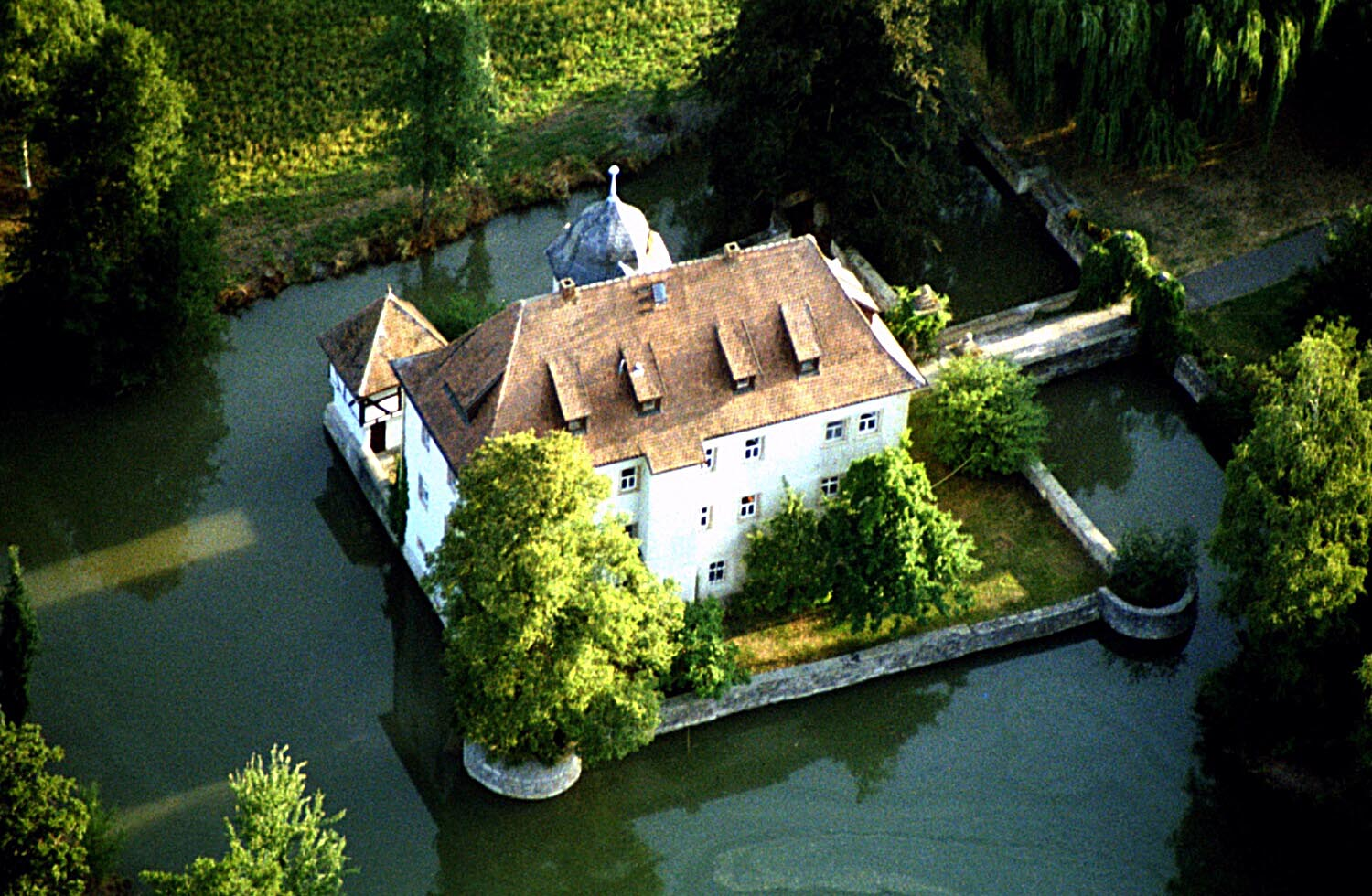
Wasserschloss Kleinbardorf

| Vorgänger                 | Amt                                 | Nachfolger                                   |
| ------------------------- | ----------------------------------- | -------------------------------------------- |
| Konrad Wilhelm von Wernau | Fürstbischof von Würzburg 1684–1698 | Johann Philipp von Greiffenclau zu Vollraths |

| Personendaten    | Personendaten                             |
| ---------------- | ----------------------------------------- |
| NAME             | Guttenberg, Johann Gottfried von          |
| ALTERNATIVNAMEN  | Guttenberg, Johann Gottfried Freiherr von |
| KURZBESCHREIBUNG | Fürstbischof von Würzburg                 |
| GEBURTSDATUM     | 6. November 1645                          |
| GEBURTSORT       | auf Schloss Marloffstein                  |
| STERBEDATUM      | 14. Dezember 1698                         |
| STERBEORT        | Würzburg                                  |